# Sepolto vivo (CSI - Scena del crimine)
Sepolto vivo (Grave Danger) è uno speciale doppio episodio di 90 minuti complessivi che chiude la quinta stagione di CSI - Scena del crimine, diretto da  Quentin Tarantino.
L'episodio non è un film, ma semplicemente un doppio episodio, diretto da Tarantino per sfizio: il regista – da tempo fan della serie – voleva sperimentare la regia di un film poliziesco particolarmente truculento, come appunto Sepolto vivo risulta.

## Trama
È una notte come tante per i turnisti della scientifica. Anche per Nick, a cui tocca un sopralluogo su una anomala scena del crimine: membra umane abbandonate per la strada.
Giunto sul posto, Stokes inizia i rilevamenti, ma viene aggredito e portato via da una sconosciuta figura in agguato. Mentre la voce dell'incidente si sparge tra i colleghi, Nick viene caricato inerme su un'automobile e portato lontano.
Intanto Grissom e Catherine, giunti anch'essi sul luogo, si rendono ben presto conto che si è trattato di una ben orchestrata trappola ai danni degli uomini della Scientifica: falsi reperti lasciati volutamente in vista, sconclusionati indizi.
Tornata al distretto, la squadra, ancora in cerca di prime indicazioni, desumibili da alcune tracce di pneumatici rinvenute sulla scena, si vede recapitare un pacco, contenente una audiocassetta e un trasmettitore webcam. Accesolo, Grissom si rende conto che le immagini che sta guardando mostrano Nick, paralizzato dal terrore e interrato in una bara di plexiglas dotata di condotti d'aerazione laterali, così da permettere una prolungata autonomia al prigioniero. Nella bara sono presenti un registratore, contenente un messaggio inquietante del terrorista, ed una pistola (in modo da invogliare Nick a suicidarsi).
La richiesta del rapitore è precisa: un milione di dollari entro dodici ore, tempo massimo di sopravvivenza per Nick. Tramite il corriere che ha consegnato il pacco, Brass e Greg risalgono ad un indirizzo dove però viene trovato solo un nullafacente del tutto estraneo alla vicenda. L'indirizzo si rivelerà essere quello dove, anni prima, è stato compiuto un delitto che sarà trattato nel corso dell'episodio.
Intanto Catherine, stanca di aspettare mentre Nick rischia di morire, si reca da Sam Braun, titolare di molti casinò della città e padre naturale di Kate per cercare di ottenere la somma richiesta.
Ricevutala, la Willows dà il denaro a Grissom, che si reca all'appuntamento. Avuti i soldi, l'uomo, imbottito di plastico, si fa saltare in aria, coinvolgendo anche Grissom che riporta però solo ferite superficiali. Le indagini procedono a rilento, a causa soprattutto della mancanza di indizi rilevanti e concreti su cui lavorare.
Tramite il DNA del pollice dell'uomo fattosi saltare in aria (in quanto l'impronta era inutilizzabile) si riesce a risalire a Kelly Gordon, che si rivelerà essere la figlia del terrorista, detenuta per omicidio, e cerca di ricavarne informazioni utili, senza però riuscirci. Nel frattempo Nick, il cui equilibrio mentale è arrivato al punto di rottura, assiste al creparsi delle pareti della bara, fenomeno per cui un branco di formiche carnivore invade la bara e comincia a mordere Nick, che però riesce a non cedere al panico e al dolore, preoccupandosi di tapparsi orecchie e narici con lembi dei suoi indumenti strappati evitando così l'ingresso delle formiche che avrebbe ulteriormente aggravato la sua situazione.
Grissom riesce a capire dal tipo di formiche (Solenopsis invicta), con un'abile intuizione, l'esatta ubicazione del tumulo di Stokes. Una volta arrivata sul posto, la squadra è avvertita da Hodges che la bara è collegata a dei sensori a pressione: togliendo il peso di Nick, una grossa quantità di esplosivo al plastico sarebbe detonata uccidendo i presenti. Ancora una volta, l'abilità di Grissom si rivela provvidenziale.
Terminata la convalescenza, Nick fa visita a Kelly Gordon, per cercare di offrire conforto, senza successo.
I’episodio è stato fonte d’ispirazione per il film Buried - Sepolto con Ryan Reynolds.

## Cameo
Tony Curtis interpreta se stesso in un cameo. Rivolgendosi a Sam Braun, parlando di travestimenti, dice: «Non sono mica Jack Lemmon», citando il suo compagno nel film A qualcuno piace caldo di Billy Wilder in cui i due attori si travestono da donne per sfuggire alla mafia. Appare anche Frank Gorshin il quale morì due giorni prima della messa in onda.

## Edizioni home video
Dell'episodio è stato realizzato un DVD a cura della DNC con contenuti speciali (backstage).